# The Mexican Staring Frog of Southern Sri Lanka
The Mexican Staring Frog of Southern Sri Lanka is de negentiende aflevering van Comedy Centrals animatieserie South Park. Ze was voor het eerst te zien op 10 juni 1998.

## Verhaal
In deze aflevering moeten de jongens Vietnam-veteranen interviewen, te weten Jimbo en Ned. Ze vertellen een verhaal over dat een Amerikaans kamp een pretpark had en dat ze met zijn tweeën heel de Vietcong uitgeschakeld hebben. Wanneer hun verslag een "F-" (een 1) krijgt, besluiten ze valse video's te maken over de legendarische "Starende Mexicaanse kikker uit Zuid-Sri Lanka". De video's worden uitgezonden in Jimbo en Neds programma Huntin' and Killin'.
Het programma wordt een succes, wat ertoe leidt dat Jezus' programma Jesus and Pals lagere kijkcijfers krijgt. Hoewel Jezus het er niet mee eens is, besluit de producer van Jesus and Pals de formule van het programma te veranderen. Ondertussen gaan Jimbo en Ned op zoek naar de kikker, omdat, volgens de legende, deze met slechts een enkele blik kan doden. Ned ziet dan de neppe door de jongens neergezette kikker, die stijf van angst staat. Wanneer ze hem in het ziekenhuis bezoeken, geven de jongens toe dat het een nepkikker was. Dit leidt ertoe dat Jimbo, Ned (die nog steeds stijf van angst is) en de jongens te gast zijn bij Jesus and Pals, geregeld door de producer.
Zonder dat Jezus het weet, heeft de producer geregeld dat de gasten een leugen zullen vertellen om de kijkcijfers te verbeteren. Jimbo claimt dat Stan een drugsverslaafde vereerder van Satan is. Stan zegt dat hij misbruikt is door Jimbo, Cartman gooit een stoel, iedereen begint te schelden en te vechten. Wanneer er in het programma chaos uitbreekt, schreeuwt Jezus naar iedereen "Shut the Fuck Up!" en ontdekt hij de waarheid en de bedoeling van het programma. Hij legt het bij met Jimbo, Ned en de jongens en stuurt de producer voor straf naar de hel. Daar ontmoet ze Satan en zijn vriend Saddam Hoessein.

## Kenny's dood
- Tijdens de rel in de studio wordt hij door twee mensen uit elkaar getrokken. Even later wordt zijn bovenlijf door een rat meegenomen.

## Trivia
- South Park-bedenkers en -makers Matt Stone en Trey Parker ontmoetten elkaar toen laatstgenoemde een film maakte genaamd The Giant Beaver of Southern Sri Lanka.
- The Staring Frog of Southern Sri Lanka mag volgens het filmpje niet in de ogen worden aangekeken, wat verlamming of de dood tot gevolg heeft. Ditzelfde was het geval bij de Basilisk.
- Dit is de eerste South Park-aflevering waarin echte camerabeelden worden gebruikt.
- Deze aflevering introduceerde Saddam Hoessein als Satans partner in de hel.
- Tijdens de flashback is er een scène waarin Jimbo rijdt op een paard met gouden manen en staart. Dit paard keert later weer terug in Chef Goes Nanners waarin Cartman rijdt op het paard in Wendy's droom wanneer de twee verliefd op elkaar worden.
- In de scène waarin de jongens hun plan bespreken, hangt er een poster aan de muur met een alien (Visitor) waarop staat: "Have you seen me?"

## Popcultuurreferenties
- Het boek dat Jimbo voorleest aan Ned is The Outsiders, in dit boek is ook een scène waarin iemand iets voorleest aan iemand die in het ziekenhuis ligt.
- Tijdens het einde van de aflevering wordt er een referentie gemaakt naar Frank Zappa's lied Titties & Beer door Jimbo.
- De veranderingen in Jesus and Pals (bizarre situaties, controversiële kandidaten, beledigingen, fysiek geweld, gooien met stoelen) vormen een parodie op de Jerry Springer Show. Jerry Springer heeft echter altijd ontkend dat de verhalen van kandidaten verzonnen zouden zijn, en trekt ze volgens eigen zeggen altijd na.